# Torq-Set
Torq-Set — зарегистрированная торговая марка, обозначающая специальный «четырёхлопастной» вид шлица резьбовых крепёжных изделий и отвёрток для них.

## История
Шлиц был запатентован в 1958 году компанией Phillips Screw Company, одновременно со специальным трёхлопастным шлицем Tri-Wing.

## Описание
Конструкция шлица Torq-Set имеет сходство с конструкцией Tri-Wing в соединении лопастей, которые сходятся не точно в центре шлица, а с некоторым смещением.

## Разновидности
ACR RIBBED TORQ-SET.

## Маркировка и размеры
Отвёртки имеют маркировку TS с номером шлица — 0, 1, 2, 3, 4, 5, 6, 8, 10; или с размером шлица в долях дюйма — 1/4, 5/16, 3/8, 7/16, 1/2, 9/16.

## Использование
Шлиц Torq-Set используется только в авиакосмической промышленности.
Отвёртки для такого шлица встречаются в свободной продаже.